# 진일강
진일강(중국어 정체자: 秦日綱, 병음: Qin Rigang, 1821년 ~ 1856년)은 청나라 시대 태평천국의 지도자 중 한 명으로 연왕(燕王)이다.

## 생애
진일광은 광서성 귀현 출신이다. 일찍부터 배상제회에 입교하여 1851년의 금전봉기에 참여하였고, 천관정 승상에 임명되었다. 1853년, 익왕 석달개를 대신해 안경에 주둔한다. 이듬해 연왕(燕王)에 봉해졌다, 북벌군을 구원하기 위해 갔다가 서성으로 회항했다. 무창과 한양이 함락되면서 전가진으로 원병으로 갔지만, 12월에 상군에 패하고 안경으로 철수했다.
1855년, 광제에서 호광총독 양패 군을 격파하고, 무창, 한양을 점령했다. 1856년 5월, 전장에 원군을 이끌고 가서 6월은 전장의 수장인 오여효와 함께 강소순무 지루항가(吉爾杭阿)와 7천 청나라 군대를 섬멸한 다음 강남대영, 강북대영을 격파했다.
같은 해 9월, 천왕 홍수전은 자신의 지위를 위협하는 동왕 양수청을 숙청하도록 북왕 위창휘와 진일강에게 밀명을 내렸다. 두 사람은 양수청과 그의 일족들을 몰살시켰고, 심지어 위창휘는 익왕부도 습격했다. 석달개가 천경에서 도피하자 후환을 두려워한 위창휘는 진일광에게 추적하게 했다. 그러나 진일강은 천경 밖의 태평천국군 대부분이 석달개를 지지한다는 것을 알고 추적을 포기했다.
위창휘가 죽은 뒤, 진일강은 석달개의 요구로 홍수전에게 죽임을 당한다. 이 사건을 천경사변이라고 한다.